# Mirsada
Mirsada je žensko osebno ime.

## Izvor imena
Ime Mirsada je ženska oblika moškega imena Mirsad.

## Pogostost imena
Po podatkih Statističnega urada Republike Slovenije je bilo na dan 31. decembra 2007 v Sloveniji število ženskih oseb z imenom Mirsada: 307.